# Radzsiv Gandhi
Rádzsív Gándhí (dévanágari írással: राजीव रत्न गाँधी, IPA: [raːdʒiːv gaːnd̪ʰiː]) (Mumbai, 1944. augusztus 20. – Sriperumbudur, 1991. május 21.) India miniszterelnöke.
Édesanyja, Indira Gandhi meggyilkolását követően 1984 októberében vette át az ország irányítását és 1989 decemberéig töltötte be a miniszterelnöki posztot. Hivatalba lépésével India addigi legfiatalabb miniszterelnöke lett. Másfél évvel a kormányfői posztról való leköszönése után 1991-ben a Tamil Ílam Felszabadító Tigrisei (LTTE) nevű Srí Lanka-i terrorszervezet bombamerényletének áldozatává vált.

## Pályafutása
Rádzsív Indira Gandhi és Feroze Gandhi legidősebb fia volt. Cambridge-ben tanult, ahol megismerte az olasz-amerikai származású Edvige Antonia Albina Mainót, aki Sonia Gandhi néven felesége és szintén indiai politikus lett. Az egyetem elvégzése után az Indian Airlines légitársaság pilótája lett. Családja politikai elkötelezettsége ellenére távol maradt a politikai élettől egészen öccse Sanjay Gandhi 1980-ban repülőgép-szerencsétlenségben bekövetkezett haláláig. Miután anyját 1984-ben saját szikh testőrei meggyilkolták, pártja, az Indiai Nemzeti Kongresszus Rádzsivot jelölte miniszterelnöknek. Nem sokkal ezután pártját addigi legnagyobb győzelmére vezette: az 542-ből 411 helyet szereztek meg az indiai parlamentben. Miniszterelnöksége idején a gazdaság modernizálásába kezdett. Fejlesztette a távközlést, az oktatási rendszert, növelte az oktatási és tudományos célú támogatásokat és a kapcsolatok fejlesztésére törekedett az Egyesült Államokkal.
1988-ban megbuktatta a Maldív-szigeteken kibontakozó és tamil szeparatisták támogatását élvező államcsínyt, majd békefenntartó csapatokat küldött Srí Lankára, ami nyílt katonai konfliktushoz vezetett a Tamil Ílam Felszabadító Tigrisei nevet viselő szeparatista szervezettel.
1987 közepén egy állítólagos korrupciós ügy, a Bofors-botrány kikezdte a róla kialakult őszinte, korrupciómentes politikus képet, és ez 1989-ben pártja bukásához vezetett. Az 1991-es választásokig a párt vezetőjeként tevékenykedett. Egy öngyilkos tamil merénylő egy Tamil Nadu államban tartott kampányeseményen végzett vele.

## Halála után
Halála után megkapta a legmagasabb indiai állami kitüntetést (Bharat Ratna).
Özvegye a párt vezetője lett és győzelemre vezette azt a 2004-es választásokon. Fia, Rahul Gandhi a párt egyik vezetője és az Indiai Parlament tagja.

## Fordítás
- Ez a szócikk részben vagy egészben  a   Rajiv Gandhi című angol Wikipédia-szócikk ezen változatának fordításán alapul.  Az eredeti cikk szerkesztőit annak laptörténete sorolja fel. Ez a jelzés csupán a megfogalmazás eredetét és a szerzői jogokat jelzi, nem szolgál a cikkben szereplő információk forrásmegjelöléseként.